# Denver – Die Entscheidung
Denver – Die Entscheidung (Originaltitel: Dynasty: The Reunion) ist ein US-amerikanischer zweiteiliger Fernsehfilm aus dem Jahr 1991. Es handelt sich dabei um eine filmische Fortsetzung der 218-teiligen Fernsehserie Der Denver-Clan.

## Handlung
Blake Carrington wird nach drei Jahren wegen guter Führung vorzeitig aus dem Gefängnis entlassen. Als sein Schwiegersohn Jeff Colby ihn aus dem Gefängnis abholt wird der Wagen beider während der Fahrt auf einer Landstraße gewaltsam von einem anderen Wagen abgedrängt und landet im Straßengraben. Blake und Jeff bleiben unverletzt.
Blake weiß selbst, dass er sich im Laufe der Jahre sehr viele Feinde in Denver gemacht hat. Er glaubt noch immer an eine großangelegte Verschwörung in der amerikanischen Ölindustrie, die ihn auch vor drei Jahren ins Gefängnis gebracht hatte. Bei Bauarbeiten auf dem Grundstück seiner Villa wurden zwei skeletttierte männliche Leichen gefunden. Blake hat immer bestritten, der Mörder gewesen zu sein. Nun will er die Wahrheit über diese Geschichte herausfinden, sich sein Imperium bzw. seine Firma in der Ölindustrie zurückerobern und auch die zerbrochene Familie wiedervereinen. 
Blake besucht zunächst seinen Sohn Steven. Dieser ist jedoch nicht gerade sehr vom plötzlichen Auftauchen seines Vaters begeistert, da Blake jahrelang immer sehr starke Vorurteile gegen seine Homosexualität hatte. Danach trifft Blake auf seine Frau Krystle, die mittlerweile aus dem Sanatorium aus der Schweiz nach Hause zurückgekehrt ist und ihrem Ehemann während seiner Zeit im Gefängnis die Treue gehalten hat. 

## Produktion und Ausstrahlung
Der Film wurde im Frühjahr 1991 in Denver und Umgebung gedreht. Die Erstausstrahlung erfolgte in den USA am 20. bzw. 22. Oktober 1991 auf dem Sender ABC und hatte rund 23 bzw. 20 Millionen Zuschauer. Die deutschsprachige Erstausstrahlung erfolgte am 22. bzw. 23. Dezember 1991 auf RTL plus. Spätere Ausstrahlungen erfolgten in vier Teilen.

## Hintergründe
Da in der 218. Folge der Fernsehserie (Erstausstrahlung: 11. Mai 1989) sehr viele Handlungsstränge und Geschichten nicht zu Ende erzählt wurden und somit viele Fragen offen blieben, entschied sich Produzent Aaron Spelling dazu noch einen zweiteiligen Abschlussfilm zu produzieren.
Jack Coleman wurde wieder durch Al Corley ersetzt, welcher der erste Darsteller von Steven Carrington war. Gordon Thomson, der langjährige Darsteller von Adam Carrington, wurde durch Robin Sachs ersetzt, da Thomson zu diesem Zeitpunkt noch vertraglich an die Fernsehserie California Clan gebunden war.
Allerdings wurde in diesem zweiteiligen Abschlussfilm auch auf viele Figuren der Fernsehserie nicht mehr eingegangen bzw. angedeutet was aus ihnen geworden ist. Dies gilt beispielsweise für Blakes Tochter Amanda, die nach der 7. Staffel nicht mehr in Erscheinung trat oder für Sable Colby, die in der letzten Staffel ein Kind von Dex Dexter erwartete.

## Kritiken
TV Spielfilm bezeichnete den Zweiteiler im Nachhinein als Glanzlos.